# Awakening the World
Awakening the World es el álbum de debut de la banda de power metal Lost Horizon, realizado en 2001.

## Lista de canciones
1. "The Quickening" – 1:06
2. "Heart of Storm" – 6:16
3. "Sworn in the Metal Wind" – 5:44
4. "The Song of Air" – 0:59
5. "World Through My Fateless Eyes" – 5:09
6. "Perfect Warrior" – 3:56
7. "Denial of Fate" – 3:39
8. "Welcome Back" – 5:41
9. "The Kingdom of my Will" – 9:15
10. "The Redintegration" – 1:42

- Datos: Q3278528